# Пакошув (Опольське воєводство)
Пакошув (пол. Pakoszów, нім. Donnersmark) — село в Польщі, у гміні Гожув-Шльонський Олеського повіту Опольського воєводства.
Населення — 104 особи (2011).
У 1975-1998 роках село належало до Ченстоховського воєводства.

## Демографія
Демографічна структура станом на 31 березня 2011 року:
|          | Загалом | Допрацездатний вік | Працездатний вік | Постпрацездатний вік |
| -------- | ------- | ------------------ | ---------------- | -------------------- |
| Чоловіки | 55      | 11                 | 37               | 7                    |
| Жінки    | 49      | 10                 | 30               | 9                    |
| Разом    | 104     | 21                 | 67               | 16                   |